# Herbert Dröse
Herbert Dröse (* 3. Mai 1908 in Lippehne, Provinz Brandenburg; † 24. September 1979 in Hanau) war vom 2. Mai 1962 bis zum 31. Dezember 1971 Oberbürgermeister von Hanau.

## Karriere
Er war Jurist und zunächst Stadtrechtsrat in Emden. Nach Wehrdienst und Kriegsgefangenschaft ließ er sich in Schleswig-Holstein nieder. Er wurde Regierungs- und Landeskulturrat im dortigen Landwirtschaftsministerium in Kiel. 1954 wechselte er als Leiter der Landeskulturabteilung des damaligen Hessischen Ministeriums für Landwirtschaft und Forsten nach Wiesbaden. 1962 wurde er zum Oberbürgermeister von Hanau gewählt. Er gehörte der SPD an.

## Amtszeit als Oberbürgermeister
In seine Amtszeit fiel der 3. Hessentag in Hanau (1963). Umfangreich war – zeitbedingt – das in seiner Amtszeit in Hanau durchgeführte Bauprogramm: Das Stadtkrankenhaus erhielt 1965 ein Bettenhochhaus, der Marktplatz der Neustadt eine Tiefgarage, ein Bürgerhaus wurde an die Stadthalle angebaut (inzwischen wieder abgerissen), Hanau erhielt 1966 eine moderne Kläranlage und Wohngebiete mit über 4000 Wohnungen. Schulen, Kindergärten und Kinderhorte wurden errichtet. Im kulturellen Bereich waren Höhepunkte die Eröffnung des Historischen Museums Hanau in Schloss Philippsruhe, die Erweiterung des Deutschen Goldschmiedehauses und die Wiedereröffnung des Comoedienhauses in der historischen Kuranlage von Wilhelmsbad 1967.

## Ruhestand

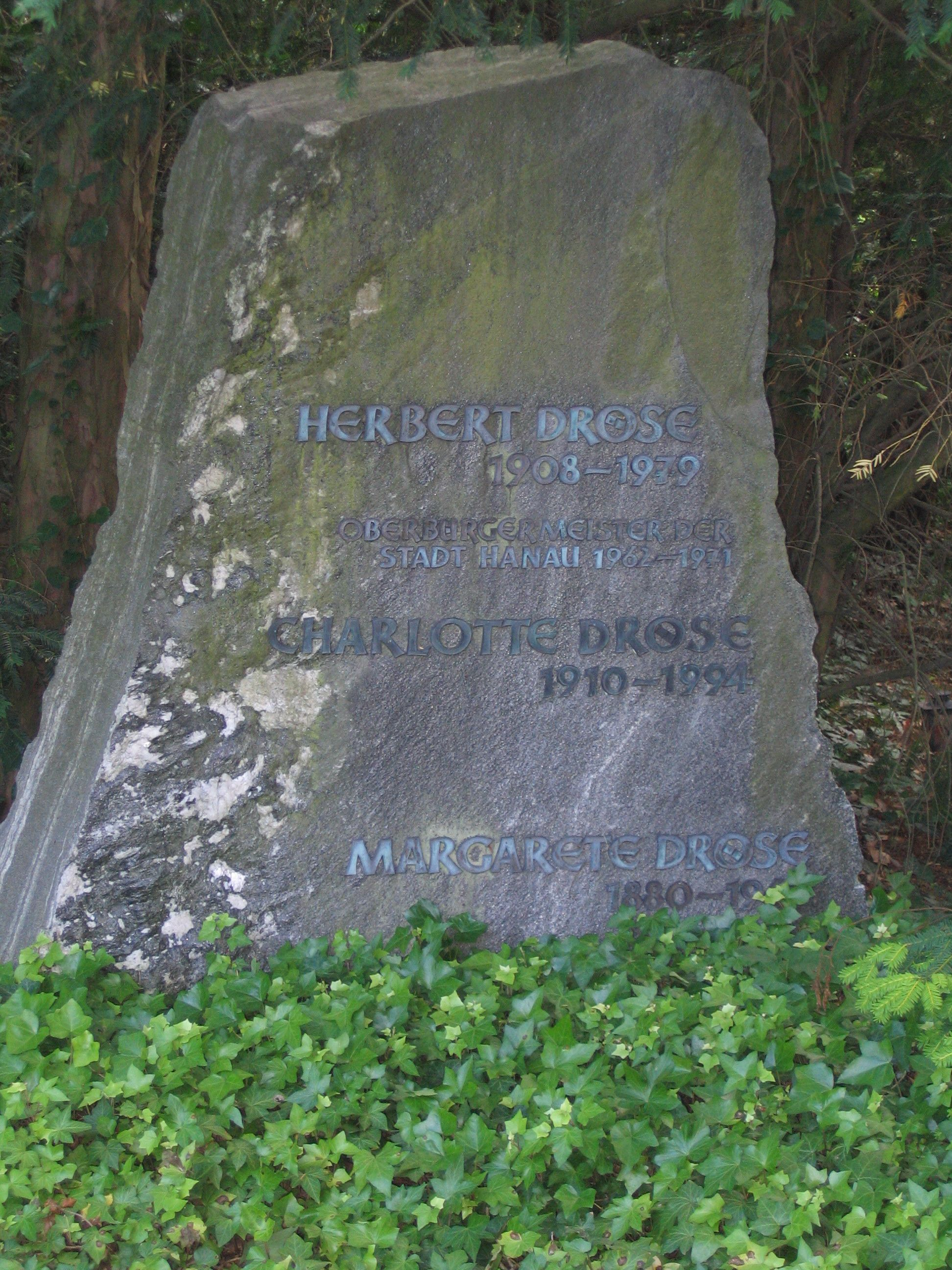
Grab des Ehepaars Dröse auf dem Hanauer Hauptfriedhof

Nach seiner Pensionierung amtierte Herbert Dröse als Präsident des Landesverbandes Hessen des Deutschen Roten Kreuzes (DRK). Er war Mitglied des DRK-Präsidiums auf Bundesebene.
Herbert Dröse starb am 24. September 1979 und wurde auf dem Hanauer Hauptfriedhof beigesetzt.

## Wissenswert
Herbert Dröse war für seine Omnipräsenz und sein selbstbewusstes Auftreten bekannt. Das brachte ihm bei seinen Bürgern den Spruch ein: „Kein Getöse ohne Dröse“.

## Auszeichnungen
1978 wurde Herbert Dröse mit dem Großen Bundesverdienstkreuz mit Stern geehrt.

## Ehrungen
Das Herbert-Dröse-Stadion ist nach ihm benannt.